# Парфёнов, Афанасий Георгиевич
Афанасий Георгиевич Парфёнов (1914—1944) — старший лейтенант Рабоче-крестьянской Красной Армии, участник Великой Отечественной войны, Герой Советского Союза (1945).

## Биография
Афанасий Георгиевич Парфёнов родился 14 апреля 1914 года в селе Среднее (ныне — Верховский район Орловской области). Окончил четыре класса школы и три курса рабфака. С 1928 года проживал и работал в Москве. В 1936 году Парфёнов был призван на службу в Рабоче-крестьянскую Красную Армию. В 1939 году  окончил Киевское танко-техническое училище, в 1943 году — Высшую офицерскую бронетанковую школу. С января 1944 года — на фронтах Великой Отечественной войны. Сражался на 2-м Украинском, 1-м Прибалтийском фронтах. Командовал танковым взводом, ротой. Участвовал в освобождении городов Украины: Кировограда, Умани, в Корсунь-Шевченковской операции.
К октябрю 1944 года старший лейтенант Парфёнов А.Г. командовал ротой средних танков 2-го танкового батальона 25-й танковой бригады 29-го танкового корпуса 5-й гвардейской танковой армии 1-го Прибалтийского фронта. Особо отличился в ходе Мемельской наступательной операции, в период 5-10 октября 1944 года. Беспрерывно находясь в бою танковая рота под его командованием внезапными и смелыми ударами громила превосходящего по силе противника. 8 октября 1944 года, находясь в передовом отряде, танковая рота Парфёнова А. Г. успешно перерезала железную дорогу между Шяуляем и Мемелем, тем самым лишила немцев возможности угнать железнодорожные составы с военными грузами и промышленным оборудованием, а затем приняла активное участие в боях за города Плунгяны и Кретинга, обеспечив выход наших танковых частей к Балтийскому морю. В бою за Плунгяны танковая рота Парфенова А.Г. уничтожила 8 танков, 5 бронетранспортеров, 10 тягачей, 10 тракторов и до 80 солдат и офицеров противника, при этом сам ст. лейтенант Парфенов А.Г.  лично уничтожил 3 танка и до 35 солдат и офицеров противника, разгромил обоз подвод с военным имуществом, захватил склад с продовольствием и промышленное оборудование, предназначенное для вывоза в Германию. 
В конце октября 1944 года танковая рота ст. лейтенанта Парфенова А.Г. в составе 25-й танковой бригады 29-го танкового корпуса 5-й гвардейской танковой армии принимала участие в наступлении по уничтожению окруженной Прибалтийской группировки противника. 29-30 октября 1944 года рота Парфенова А.Г. вела тяжелые, кровопролитные бои по прорыву глубокоэшелонированной обороны фашистских войск и овладению 
ысотой 172, 4, в районе населенных пунктов Эмбутэ и Крусткална, Вайнедской волости, Латвийской ССР, при этом огнем пушки своего танка ст. лейтенант Парфенов А.Г.,  уничтожил 3 танка, 2 противотанковых орудия, 3 миномета и до 60 солдат и офицеров противника. В ходе боя танк Парфенова А.Г. был подбит, сам он получил тяжелое ранение и был эвакуирован с поля боя в госпиталь, где 1 ноября 1944 года скончался от ран. Похоронен на воинском братском кладбище в Вайнёде.
Указом Президиума Верховного Совета СССР от 24 марта 1945 года за «образцовое выполнение боевых заданий командования на фронте борьбы с немецкими захватчиками и проявленные при этом отвагу и геройство» старший лейтенант Афанасий Георгиевич Парфёнов посмертно был удостоен высокого звания Героя Советского Союза. Также был награждён орденами Ленина и Отечественной войны 1-й степени (посмертно).

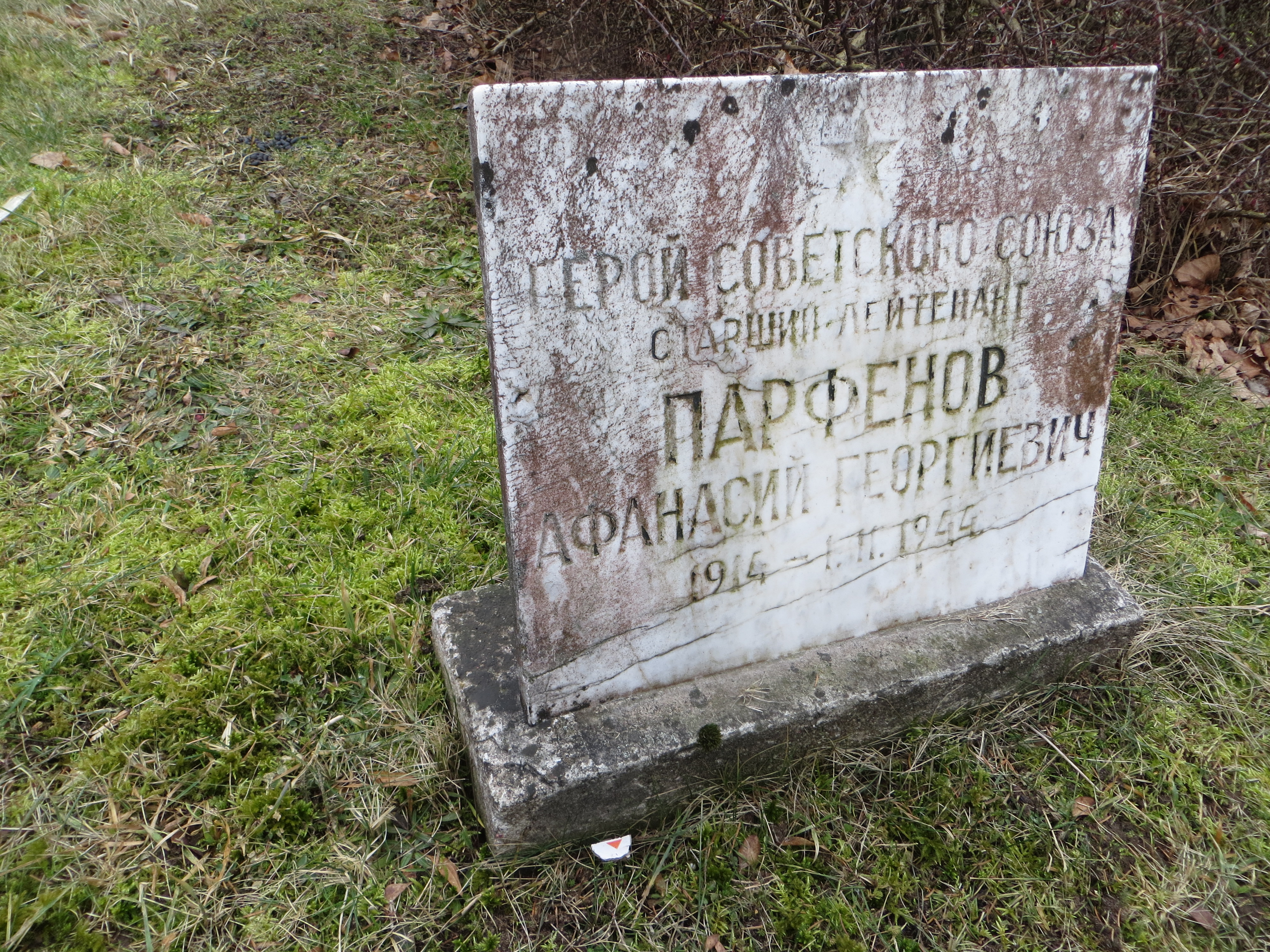
Мемориальная плита на месте захоронения ГСС Парфенова А. Г.